# Bariera geograficzna
Bariera geograficzna – jedna z przyczyn izolacji rozumianej jako ograniczenie lub całkowity brak kontaktów między populacjami tego samego gatunku.
Bariera geograficzna jest związana z występowania różnych przeszkód natury przestrzennej, np. masywów górskich, mórz i oceanów. Bariery te utrudniają wędrówki zwierząt i są również nazywane barierami wędrówkowymi. Bariery wędrówkowe mogą być różne w zależności od gatunku. Dla ptaków lądowych taką barierą może być ocean, dla innych pustynia czy góry.
Bariery mogą mieć charakter naturalny lub antropogeniczny. Te drugie to często obiekty liniowe (drogi, linie kolejowe, rowy).